# Festival du film de Beverly Hills
Le festival du film de Beverly Hills (Beverly Hills Film Festival) est un festival de cinéma qui se tient annuellement à Beverly Hills depuis 2001. Consacré au cinéma indépendant, il se déroule sur cinq jours, vers la fin du mois d'avril ou le début du mois de mai, et accueille annuellement environ 20 000 spectateurs et participants. 